# بويانو
بويانو (بالإيطالية: Bojano)‏ هي بلدية في مقاطعة كامبوباسو في إقليم موليزي الإيطالي.

## السكان
في سنة 1861 بلغ عدد السكان 4٬764 نسمة، وتطور العدد ليصل في سنة 2011 لـ 7٬946 نسمة.
يظهر هذا المخطط البياني تطور النمو السكاني لـ بويانو

## أعلام
- إميليو غينتايل
- فلافيو سالا